# Рэй, Боб
Боб Рэй (англ. Bob Rae) — государственный и политический деятель Канады. С 1 октября 1990 года по 26 июня 1995 года занимал должность премьер-министра провинции Онтарио. С июля 2020 года постоянный представитель Канады при ООН.

## Биография
Родился 2 августа 1948 года в канадском городе Оттава, провинция Онтарио. В 1966 году поступил в Торонтский университет, а в 1969 году перевёлся в британский Оксфордский университет. В 1972 году окончил университет в Оксфорде, имеет степень по философии. В сентябре 1974 года Боб Рэй вернулся в Канаду и начал изучать право в Торонтском университете. В 1974 году присоединился к Новой демократической партии. Занимался частной юридической практикой в Торонто, а с 1978 по 1981 год был федеральным депутатом.
1 октября 1990 года был избран в ходе парламентских выборов премьер-министром Онтарио. В должности премьера-министра Боб Рэй пытался смягчить последствия экономического спада, увеличив выделение бюджетных средств для стимулирования экономики. По мере усиления экономических проблем Боб Рэй распорядился ввести практику трудовых и социальных контрактов (что включало в себя выходные дни без оплаты) на работников государственного сектора. Реакция на подобную практику со стороны других партий, сторонников собственной и профсоюзных активистов была резко негативной. 26 июня 1995 года Боб Рэй проиграл на выборах, премьер-министром Онтарио стал Майк Харрис.
Разойдясь с левым курсом НДП, в 2006 году вернулся к либералам, в рядах которых состоял в 1960-х. В 2012 году Боб Рэй был исполняющим обязанности председателя Либеральной партии Канады, а в 2013 году завершил свою политическую карьеру.
10 марта 2020 года Боб Рэй был назначен специальным посланником Канады по гуманитарным вопросам и вопросу беженцев. 6 июля 2020 года Джастин Трюдо назначил Рэя постоянным представителем Канады при ООН.